# Erland Hofsten
Erland Adolf Gerhard Hofsten, ursprungligen von Hofsten, född 22 maj 1911 i Uppsala, död 7 mars 1996 i Sundbyberg, var en svensk statistiker och känd för att under många år ha lett arbetet med valprognoserna under Sveriges Televisions valvakor.
Hofsten, som var son till Nils von Hofsten, blev filosofie licentiat vid Stockholms högskola 1941, filosofie doktor där 1952 och docent vid Stockholms universitet 1967. Han var anställd av Stockholms stad 1935–1941 och 1942–1947 (statistiska kontoret, kristidsnämnden, stadsplanekontoret), livsmedelskommissionen 1941–1942, var byråchef vid Socialstyrelsen 1947–1962, Statistiska centralbyrån 1962–1971 och demograf där 1971–1976. 
Hofsten var ledamot av 1954 års familjeutredning och andra kommittéer, Förenta nationernas levnadsnivåkommitté 1953, innehade uppdrag i Singapore och Malaya 1955–1956, i Indien 1958–1959 och 1980–1981 (gästprofessor vid universitetet i Delhi), var chef för Förenta nationernas regionala befolkningsinstitut i Accra, Ghana, 1972–1973 och ordförande i European Centre for Population Studies 1971–1983. Han var andre vice ordförande i Sveriges Författarförbund 1974–1976. Han medverkade vid televisionens valvakor 1962–1982. 
Bland Hofstens många publicerade verk finns Utredning angående stadsplanen för Gubbängen som publicerades vid årsskiftet 1943-1944 och kom att spela stor roll för stadsplaneringen i Sverige under efterkrigstiden.
Hofsten var gift 1936-53 med Birgitta Ek och från 1958 med Mirre Croneborg (1925–2016).